# مار جعفری سندی
 مار جعفری سندی(نام علمی: Echis carinatus) نام یک گونه از سرده مار جعفری است.